# Mos Teutonicus
Mos Teutonicus (en latín "costumbre alemana") fue una costumbre funeraria post mortem utilizada en Europa en la Edad Media como un medio para transportar y disponer solemnemente de los cuerpos de personas de alto estatus. Los nobles a menudo se sometían al Mos Teutonicus ya que sus parcelas de entierro a menudo estaban ubicadas lejos de su lugar de muerte. El proceso involucraba la excarnación, remoción de la carne del cuerpo, para que los huesos del difunto pudieran ser transportados higiénicamente desde tierras lejanas de regreso a casa.

## Antecedentes
Los nobles durante la Edad Media a menudo tenían lugares de entierro específicos que estaban lejos de su lugar de muerte debido a la naturaleza móvil de la Edad Media. A menudo querían que sus corazones fueran enterrados en sus hogares, por lo que sus cuerpos tenían que viajar largas distancias. El rey Carlomagno prohibió la cremación, considerando la destrucción de los huesos como destrucción del alma. Cualquiera que cremara los huesos de una persona estaba sujeto a la pena de muerte. Así, la práctica del Mos Teutonicus surgió como una forma de preservar los huesos a largas distancias sin destruirlos. Incluso se puede ver que el Mos Teutonicus se practicaba en los siglos X y XI durante el gobierno del Sacro Imperio Romano Germánico. Ejemplos de esto incluyen gobernantes de las dinastías Ottone y Salian en las que los gobernantes fueron transportados a lugares de entierro lejos de su lugar de muerte.
Durante la Segunda Cruzada, no se consideró apropiado que los aristócratas que caían en batalla o morían por causas naturales fueran enterrados lejos de su tierra natal en territorio musulmán. El transporte de todo el cuerpo desde lugares extraños a largas distancias era poco práctico y antihigiénico debido a la descomposición, que a menudo se aceleraba por el clima. El Mos Teutonicus fue especialmente importante en climas más cálidos ya que el cuerpo estaba sujeto a una descomposición más rápida.
Los aristócratas alemanes estaban particularmente preocupados de que el entierro no tuviera lugar en Tierra Santa, sino en su tierra natal. El cronista florentino Boncompagno fue el primero en relacionar el procedimiento específicamente con los aristócratas alemanes y acuñó la frase Mos Teutonicus, que significa "la costumbre germánica".
Los aristócratas ingleses y franceses generalmente preferían el embalsamamiento antes que el Mos Teutonicus, lo que implicaba el entierro de las entrañas y el corazón en un lugar separado del cadáver. Una de las ventajas del Mos Teutonicus era que era relativamente económico en comparación con el embalsamamiento y era más higiénico.
La preservación de cadáveres era muy popular en la sociedad medieval. El cuerpo en descomposición era visto como algo pecaminoso y malvado. El embalsamamiento y el Mos Teutonicus, junto con las efigies de las tumbas, eran una forma de dar al cadáver una ilusión de estasis y eliminaban la imagen inquietante de putrefacción y descomposición.
En 1270, el cuerpo del rey Luis IX, muerto en Túnez, que era territorio musulmán, fue sometido al proceso de Mos Teutonicus para su transporte de regreso a Francia.

## Proceso
El proceso de Mos Teutonicus comenzaba con el desmembramiento del cadáver para facilitar la siguiente etapa del proceso, en la que las partes del cuerpo se hervían en agua, vino, leche o vinagre durante varias horas. La ebullición tenía el efecto de separar la carne del hueso. Era necesario extraer el corazón y los intestinos para permitir la transferencia adecuada de los restos óseos. Se raspaba cualquier residuo, dejando un esqueleto completamente limpio. Tanto la carne como los órganos internos podían enterrarse inmediatamente o curarse en sal de la misma manera que la carne animal. Luego, los huesos podían rociarse con perfumes o fragancias. Los huesos, y cualquier carne conservada, serían luego transportados de regreso a la casa del difunto para el funeral ceremonial.
La sociedad medieval generalmente consideraba las entrañas como algo innoble y no había mucha solemnidad en su disposición, especialmente entre los aristócratas alemanes.

## Prohibición de la práctica
Aunque la Iglesia tenía un gran respeto por la práctica, se sabía que el Papa Bonifacio VIII tenía una repugnancia especial hacia Mos Teutonicus debido a su ideal de integridad corporal. En su bula de 1300, De Sepulturis, Bonifacio prohibió la práctica. La bula papal emitida que prohibía esta práctica a menudo se malinterpretaba como una prohibición contra la disección humana. Esto puede haber obstaculizado la investigación anatómica, si los anatomistas temían las repercusiones y el castigo como resultado de las autopsias médicas, pero De Sepulturis solo prohibió el acto del Mos Teutonicus, no la disección en general (se sabía que los médicos medievales practicaban ampliamente la disección y la autopsia, aunque la mayoría hacía que un asistente realizara las incisiones y manipulaciones reales de cadáveres). La práctica del Mos Teutonicus finalmente se detuvo en el siglo XV.

## Efectos bioarqueológicos
El proceso del Mos Teutonicus a menudo no producía cortes limpios durante el descarnado. Como resultado, se observa que los nobles cuyos cuerpos se sometieron al Mos Teutonicus tienen marcas de corte en sus huesos debido al proceso de excarnación. El Mos Teutonicus también pudo preservar los huesos de los individuos de clase alta mejor que los de los individuos de clase baja. Los huesos no habrían estado sujetos a elementos externos, por lo que hay evidencia limitada de quizás marcas de masticación de animales. Además, los huesos no estaban sujetos a la descomposición de la carne y se hervían en agua o vino, lo que evitaba una mayor degradación.